# Ben Stefanon
Benjamin „Ben“ Angelo Stefanon (* 20. November 2004 in Manassas, Virginia, USA) ist ein amerikanisch-samoanischer Fußballspieler auf der Position eines Abwehrspieler, der zumeist als Innenverteidiger zum Einsatz kommt.

## Karriere
Ben Stefanon wurde am 20. November 2004 als Sohn von Michael und Michele Stefanon in der Kleinstadt Manassas im US-Bundesstaat Virginia geboren, wo er auch zusammen mit einer Schwester und einem Bruder aufwuchs. Seine allgemeine Schulausbildung brachte ihn an die Bishop O’Connell High School in Arlington, die er drei Jahre lang besuchte und für dessen Schulfußballmannschaft er zum Einsatz kam, ehe er zur rivalisierten St. Paul VI Catholic High School nach Chantilly wechselte und dort ebenfalls Fußball spielte. Im Laufe seiner High-School-Karriere wurde dreimal ins All-Conference First Team sowie zweimal in das All-State First Team gewählt. Ein weiteres Mal erfolgte die Wahl ins All-State Second Team. In seinem Junior-Jahr wurde er außerdem zum Conference Player of the Year gewählt. Nebenbei spielte er für die ECNL-Klubs Braddock Road Youth Club (BRYC) und Arlington Soccer. Des Weiteren spielte er für den Northern Virginia Soccer Club (NVSC), mit dem er im Jahr 2019 über das Olympic Development Program (ODP) nach Deutschland und die Niederlande reiste. Nachdem er im Frühjahr 2023 die High School abgeschlossen hatte, wechselte Stefanon an die Christopher Newport University (CNU) nach Newport News.
Bereits in seinem Freshman-Jahr kam er in der Herrenfußballmannschaft der Universitätssportabteilung, die Christopher Newport Captains, zum Einsatz. Sein Debüt für das Team aus der NCAA Division III gab er am 1. September 2023 als Ersatzspieler bei einem 2:1-Erfolg über das Berry College und brachte es bis Oktober 2023 zu insgesamt acht Meisterschaftseinsätzen. Über seinen weiteren Werdegang ist nichts Näheres bekannt; zumindest spielte er danach nicht mehr im Fußballteam der CNU.
Im September 2024 wurde Stefanon aufgrund seiner Abstammung mütterlicherseits in die Amerikanisch-samoanische Fußballnationalmannschaft einberufen, wobei nicht bekannt ist, für welchen Verein oder welches Team er zu diesem Zeitpunkt spielte. Im Zuge der OFC-Qualifikation zur Weltmeisterschaft 2026 trat Amerikanisch-Samoa am 6. September 2024 im National Soccer Stadium von Samoa im Halbfinale der 1. Runde gegen Samoa an und verlor dieses Spiel mit 0:2, was das vorzeitige Aus bei der WM-Qualifikation bedeutete. Stefanon wurde in diesem Spiel von Beginn an und über die vollen 90 Minuten in der Abwehr eingesetzt. Drei Tage später kam er bei einem freundschaftlichen Länderspiel gegen die ebenfalls im Halbfinale der 1. Runde ausgeschiedenen Cookinseln erneut zu einem Länderspieleinsatz. Dabei stand er erneut in der Startformation, absolvierte das gesamte Spiel und erzielte in der 50. Minute nach Vorlage von Michael Settle den Treffer zur 2:0-Führung – bei einem späteren Endstand von 2:1.